# Plectromerus michelii
Plectromerus michelii är en skalbaggsart som beskrevs av Eugenio H.Nearns och Branham 2008. Plectromerus michelii ingår i släktet Plectromerus och familjen långhorningar. Inga underarter finns listade i Catalogue of Life.